# I tre musici
I tre musici è un dipinto a olio su tela realizzato nel 1921 dal pittore spagnolo Pablo Picasso. È conservato nel Museum of Modern Art di New York.

## Descrizione
Quest'opera tratta un soggetto musicale ed è considerata il capolavoro del Cubismo sintetico. L'immagine viene scomposta in zone geometriche, differenziate soprattutto dal diverso uso del colore, e successivamente viene ricomposta sinteticamente, formando dunque un'immagine inedita.
Il celebre quadro raffigura tre personaggi mascherati: al centro c'è Arlecchino con una chitarra, a sinistra Pulcinella, che suona un clarinetto, e a destra probabilmente Pantalone che canta mostrando lo spartito. La figura sulla destra dà però sfogo a diverse interpretazioni, infatti, in alcuni libri è identificato come un monaco invece che con Pantalone.  È rappresentato inoltre un cane che siede placido sulla sinistra sotto il tavolo.
Ben noto è il legame di Picasso con l'Italia e con la cultura italiana, commedia dell'arte compresa. Il suo viaggio a Roma, Napoli e Pompei del 1917 fu un'occasione per assimilare la figura di Pulcinella ed iniziò la sua fase artistica nota come "periodo neoclassico".
La visione per quanto riguarda i tre musici è frontale e bidimensionale, ma cambia per quanto riguarda la stanza in quanto si recupera il senso di tridimensionalità e profondità. La concezione dello spazio è tuttavia contraddittoria in quanto la parete di sinistra appare innaturalmente più lunga rispetto a quella di destra, infatti le due linee rette che dovrebbero unirsi per chiudere il pavimento sono palesemente sghembe. 
I colori utilizzati sono piatti e distesi su ampie porzioni del dipinto. Da notare la differenza di colore tra i dipinti del Cubismo analitico (terrosi, neutri, tendenti alla monocromia) e i dipinti del Cubismo sintetico (brillanti).